# Bob Stupak
Bob Stupak (Pittsburgh, 6 aprile 1942 – Las Vegas, 25 settembre 2009) è stato un imprenditore e giocatore di poker statunitense, proprietario di un casinò a Las Vegas.

## Poker
Nel 1989, vince una scommessa da un milioni di dollari sul XXIII Super Bowl americano. Nello stesso anno, ha vinto il suo unico braccialetto delle WSOP nel torneo Deuce to Seven Lowball e il Super Bowl del poker al Caesars Palace.
Stupak è apparso nella prima stagione dell'High Stakes Poker della rete televisiva statunitense GSN. È anche apparso in un tavolo finale durante la prima stagione del WPT.
A partire dal 2008, il totale delle sue vincite nei tornei live ha superato la cifra di $865,000, di cui $232,594 vinti alle WSOP.

## Morte
Stupak morì di leucemia il 25 settembre 2009 a Las Vegas, all'età di 67 anni.